# マルサック＝シュル＝タルヌ
マルサック＝シュル＝タルヌ （Marssac-sur-Tarn）は、フランス、オクシタニー地域圏、タルヌ県のコミューン。

## 地理

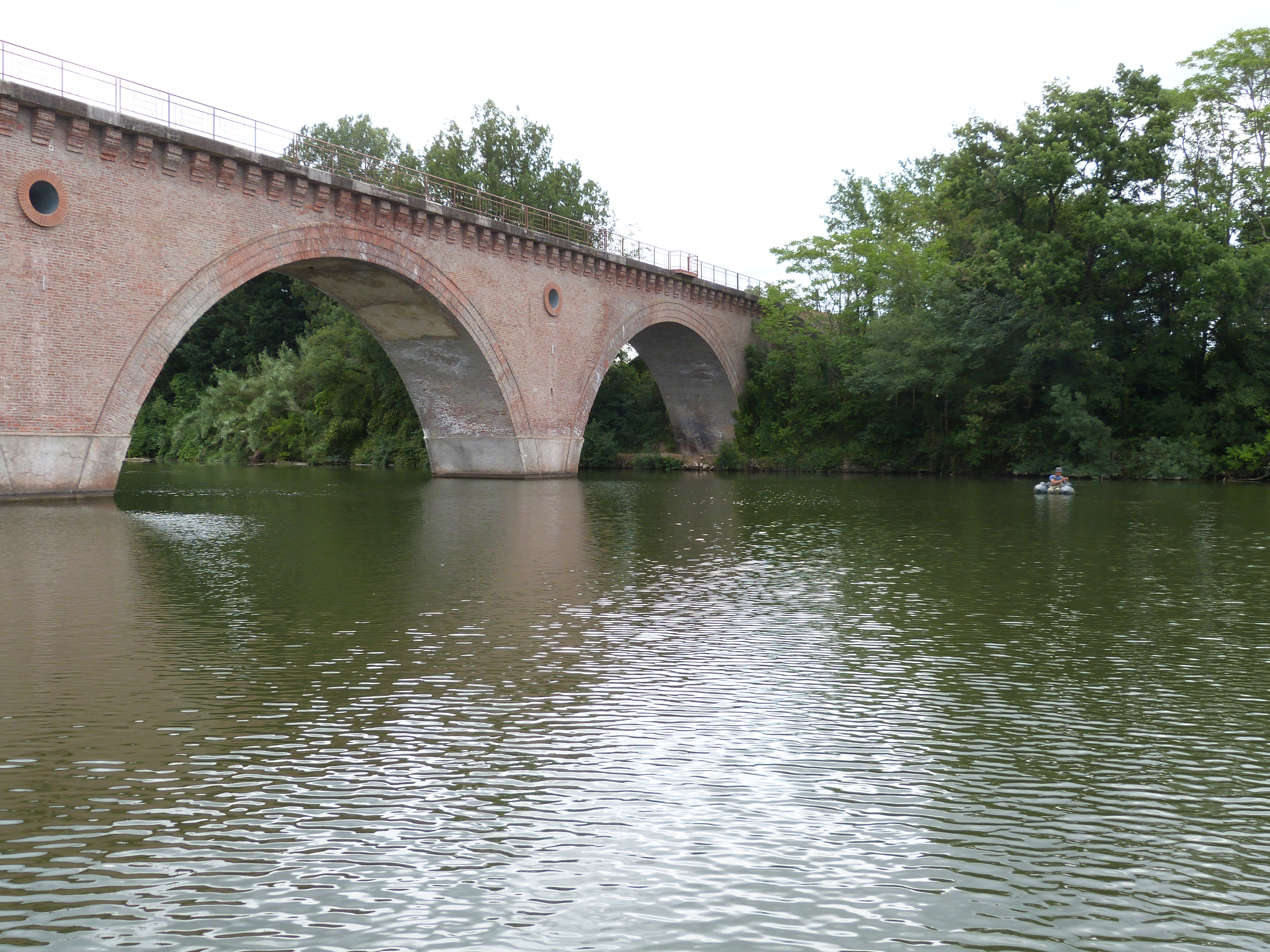
コミューン内を流れるタルヌ川

タルヌ川沿いにあるアルビジョワ地方のコミューンで、アルビの10km西にある。アルビ都市圏の中心都市である。A68、国道99号線が通り、タルヌバス、アルビバスの公共交通機関がある。TERミディ・ピレネーのマルサック＝シュル＝タルヌ駅もある。

## 人口統計
| 1962年 | 1968年 | 1975年 | 1982年 | 1990年 | 1999年 | 2008年 | 2014年 |
| ------ | ------ | ------ | ------ | ------ | ------ | ------ | ------ |
| 801    | 1048   | 1414   | 1704   | 2194   | 2392   | 2876   | 3030   |

参照元:1962年から1999年までは複数コミューンに住所登録をする者の重複分を除いたもの。それ以降は当該コミューンの人口統計によるもの。1999年までEHESS/Cassini、2006年以降INSEE。